# Ostrov, Constanța
Ostrov este satul de reședință al comunei cu același nume din județul Constanța, Dobrogea, România. Se află în partea de sud-vest a județului,  în Lunca Dunării, pe malul drept al Dunării. La recensământul din 2002 avea o populație de 2929 locuitori. Port fluvial. Culturi de viță-de-vie. Punct de frontieră cu Bulgaria. Localitatea este traversată de șoseaua DN3. În trecut se numea Ada-Kariyesi.
Comuna Ostrov a avut statutul de oraș în perioada interbelică, când a aparținut de județul Durostor, însa a fost retrogradată ulterior la statutul de comună.